# Kortslutning
 For alternative betydninger, se Kortslutning (flertydig). (Se også artikler, som begynder med Kortslutning)
En elektrisk kortslutning er noget, der sker, når to spændingsførende ledere rører hinanden i et elektrisk system, så strømmen løber direkte fra - til +.
| Fysik | Spire Denne artikel om fysik er en spire som bør udbygges. Du er velkommen til at hjælpe Wikipedia ved at udvide den. |